# 明日を綴る写真館
『明日を綴る写真館』（あしたをつづるしゃしんかん）は、あるた梨沙による日本の漫画作品。2018年7月24日から2019年5月14日まで、「COMIC BRIDGE（旧・COMIC BRIDGE online）」（KADOKAWA）にて全5話が連載された。
2024年6月7日に映画版が公開された。

## あらすじ
大きな写真の賞を連続受賞した五十嵐太一は新進気鋭の人気カメラマンだが、重度の人間嫌いで人物写真（ポートレート）に自信が持てず、「自分の写真には何かが足りない」と感じていた。同じコンテストで佳作に選ばれた笑顔の写真に強く惹かれた太一は、撮影者の鮫島武治が営む愛知県岡崎の古い写真館を訪れ、弟子入りを志願した。

## 登場人物
五十嵐太一
新進気鋭の若手写真家。
「自分の写真には何かが足りない」と感じ、同じコンテストで佳作に選ばれた鮫島武治が営む写真館を訪れて、弟子入りを志願する。
鮫島武治
「鮫島写真館」の主人。
弟子入りを志願する五十嵐を温かく迎え入れる。

## 書誌情報
- あるた梨沙『明日を綴る写真館』KADOKAWA〈BRIDGE COMICS〉、2019年8月8日発売[4][5]、ISBN 978-4-04-065866-7

## 映画
2024年6月7日に公開された。監督は秋山純、主演は本作が俳優歴60年目にして映画初主演となる平泉成。

### キャスト
- 鮫島武治：平泉成
- 五十嵐太一：佐野晶哉（Aぇ! group）[6]
- 鮫島直哉：嘉島陸[7]
- 杉田景子：咲貴[8]
- 林透留：田中洸希[9]
- 松原菜那：吉田玲[10]
- 井上京香：林田岬優[11]
- 牧嘉太郎：佐藤浩市[6]
- 牧悦子：吉瀬美智子[6]
- 五十嵐彰：高橋克典[6]
- 杉田：田中健[6][12]
- 池雪代：美保純[11]
- ラーメン屋の大将：赤井英和[11]
- 塚本冴絵：黒木瞳[11]
- 鮫島桜：市毛良枝[11]

### スタッフ
- 原作：あるた梨沙『明日を綴る写真館』（BRIDGE COMICS / KADOKAWA刊）
- 企画・監督・プロデュース：秋山純
- 脚本：中井由梨子[6]
- プロデューサー：三田真奈美
- 協力プロデューサー：村川淳、林雪彦、木村康信、西澤桂
- 撮影監督：百束尚浩
- 照明：中尾圭
- 録音：戸部政明
- 制作：米加田樹[13]
- 助監督：小林知史[14]
- スケジュール：島田晃
- 美術：津留啓亮
- 衣装：重田沙織、熊川真桜
- メイク：ナカヤスミク、在間亜希子
- スチール：青木忠英
- タイアップ：鈴木亜紀
- 宣伝プロデューサー：中島航
- 劇伴：大林武司
- 主題歌プロデュース：LUCA
- 主題歌：咲貴「瞬」
- 協力：Nikon、岡崎市フィルムコミッション、壱吉コーポレーション、福山観光コンベンション協会、World Wide Array、万永、イマジカ、BEENS、青木写真館
- 協賛：テレビ愛知、ララシャンスOKAZAKI迎賓館、湖池屋、ホットスタッフ、ゆうが 他
- 企画協力：PPM
- 配給：アスミック・エース
- 制作：ジュン・秋山クリエイティブ
- 製作：「明日を綴る写真館」製作委員会（テレビ愛知、アスミック・エース、水府玉エステート、ゆうが、ヴァカーエンターテインメント、インスピインカ、JACO 他）